# 丹波市立青垣小学校
丹波市立青垣小学校（たんばしりつあおがきしょうがっこう）は、兵庫県丹波市青垣町にある公立の小学校である。

## 沿革
- 2017年（平成29年）
  - 4月1日 - 青垣地域にある芦田・佐治・神楽・遠阪の4小学校を統合し開校。
  - 4月6日 - 開校式と最初の始業式挙行。
- 2018年（平成30年）3月22日 - 第1回卒業式挙行[1]。

## 学区
- 青垣町東芦田・青垣町田井縄・青垣町栗住野・青垣町口塩久・青垣町西芦田・青垣町佐治・青垣町小倉・青垣町市原・青垣町奥塩久・青垣町沢野・青垣町檜倉・青垣町大名草・青垣町大稗・青垣町小稗・青垣町惣持・青垣町文室・青垣町稲土・青垣町中佐治・青垣町山垣・青垣町遠阪[2][3]

## 主な進学先
- 丹波市立青垣中学校[3]

## 周辺
- 兵庫県立氷上西高等学校
- 丹波警察署佐治駐在所
- 青垣郵便局

## アクセス
- ウイング神姫（旧神姫グリーンバス）「柏原駅～佐治・青垣住民センター」線で、「青垣小学校前」バス停下車（「柏原駅⇔青垣小学校前」間、44分～1時間7分）。
- 北近畿豊岡自動車道（国道483号）青垣ICから、車で約1.5km・約3分（県道7号青垣大橋経由の最短ルート移動した場合）。

## 学区が隣接している学校
- 丹波市立竹山小学校
- 丹波市立北小学校
- 丹波市立西小学校
- 多可町立杉原谷小学校
- 朝来市立生野小学校
- 朝来市立梁瀬小学校
- （京都府）福知山市立夜久野小学校
- （京都府）福知山市立上豊富小学校